# 기독교대한하나님의성회
기독교대한하나님의성회(基督敎大韓하나님의聖會/The Assembly of God of Korea)는 1953년 설립된 개신교의 교단이다. 이 교단은 감리교가 뿌리가 된 교단이며 방언을 강조하는 것은 물론, 비록 신학적 및 정치적 이유로 여러 총회로 분열되었으나, 뿌리는 미국에서 1914년에 설립된 오순절교회 계통의 기독교 교단인 하나님의 성회의 선교로부터 시작된다. 보통 한국사회에는 순복음교회(純福音敎會)라고도 불리기도 하며, 신학적으로는 성경을 통해 증거된 예수의 속죄와 삼위일체, 예수의 부활을 믿으며 중생, 성령 충만, 신유, 재림 등을 주요 교리로 삼고 있다. 또한 방언, 믿음을 통한 병고침 등 종교적 체험을 강조한다.
1953년 설립된 기하성을 뿌리로 하며, 1981년 조용기 목사의 이단 시비로 기하성(통합)과 기하성(순복음)으로 분열되었고, 1984년, 1991년, 1999년 다시 이합집산을 반복하였다. 2000년대 이후로는 여의도순복음교회를 중심으로 통합 움직임이 계속되고 있어, 총회명으로 기독교대한하나님의성회(기하성)을 사용하는 대표적인 교단은 2019년 현재 총 3개이다. 한편, 예수교대한하나님의성회(예하성) 또한 기하성으로부터 분리된 교단이다. 신학적으로는 감리회와 상당히 비슷하나, 약간 보수적인 성향을 띠고 있다.

## 기독교대한하나님의성회(통합)
여의도순복음교회가 소속된 총회로 1991년 오순절계열 교단통합으로 결성된 총회이다. 3261개 교회에 115만1900여명의 성도가 소속돼 있다. NCCK의 회원이지만 세계교회협의회(WCC)에 참여하지 않는다.
2018년 11월 20일 여의도순복음교회에서 기독교대한하나님의성회 여의도순복음총회와 서대문총회가 통합하여 교단명이 기독교대한하나님의성회(통합)(으)로 변경되었다.

## 기독교대한하나님의성회(순복음)
조용기 목사 이단사건 문제를 제기하며통합교단으로터 독립한 후, 1991년 통합에 참여하지 않은 교회로 구성된 총회이다. 1985년 조용목 목사의 예수교대한하나님의성회(예하성)가 여기에서 분리되었다.

## 기독교대한하나님의성회(광화문)
세계하나님의성회에 소속된 교단이다.